# My Chemical Romance
My Chemical Romance («El meu amor químic»), és una banda de Post Hardcore, de Nova Jersey, els membres de la qual provenen de Belleville, Kearny, Nova Jersey, i de Chicago. El seu gènere és molt disputat, ells afirmen haver pres influències de Queen, The Smiths, The Cure, Iron Maiden, The Misfits, Black Flag i Pixies. Al principi de la seva carrera (I Brought You My Bullets, You Brought Me Your Love) el seu estil era clarament el Post Hardcore, però, actualment, el grup ha madurat, i se l'associa al Rock Alternatiu i en algunes cançons, al Hard Rock.
My Chemical Romance, és una de les bandes més influents, dins el camp del Rock. A vegades, també ha estat citada en el camp del Metal. Actualment, han venut més de 10 milions de còpies, a tot el món.
El nom actual del grup, fou proposat per Mikey Way, baixista del grup, i germà petit del vocalista Gerard Way, el qual el va treure d'un llibre anomenat Extasis, Three Tales of Chemical Romance, escrit per Irvine Welsh. El nom de la banda, a vegades s'abrevia com 'MCR' o 'My Chem'.

## Història

### 2001 - 2003: Primers anys
Gerard Way, el vocalista, li va proposar a Matt Pellissier, primer Bateria, i amic de secundària, de formar una banda, l'any 2001. Amb la primera cançó que van compondre (Skylines and Turnstiles), es van quedar tan a gust, que van decidir seguir endavant amb el projecte. Pocs dies després, van decidir trucar al guitarrista Ray Toro, perquè s'unís al projecte, ja que en Gerard, l'havia conegut per mitjà d'un amic de tots dos. Mikey Way, germà de Gerard Way, també va voler entrar en la banda, i òbviament, va ser acceptat. El 2001, van gravar un demo titulat Dreams of Stabbing And/Or Being Stabbed, on s'incloïen cançons del seu primer disc com Our lady of Sorrows, que en aquells moments es deia Bring more knives.
L'any 2002, van firmar amb la discografia independent Eyeball Records, per a gravar el seu primer disc titulat I Brought You My Bullets, You Brought Me Your Love. Abans de gravar el disc Frank lero (antic vocalista i guitarrista de Pencey Prep, es va interessar en la banda, i es va unir al projecte, però per contra, va haver de deixar els estudis universitaris. El disc, està catalogat com fosc, introspectiu i catàrtic i va ser llançat el Juliol de 2002. El vocalista Gerard way, va dir que les lletres eren una manera de tractar les depressions que havia patit d'adolescent, i que el van portar cap a l'alcoholisme, i a l'intent de suïcidar-se. Els senzills del disc són: Honey, this mirror isn't big enough for the two of us, Our Lady of Sorrows, Headfirst for Halos i Vampires will never hurt You.

### 2004 - 2005: L'èxit de Three Cheers for sweet Revenge

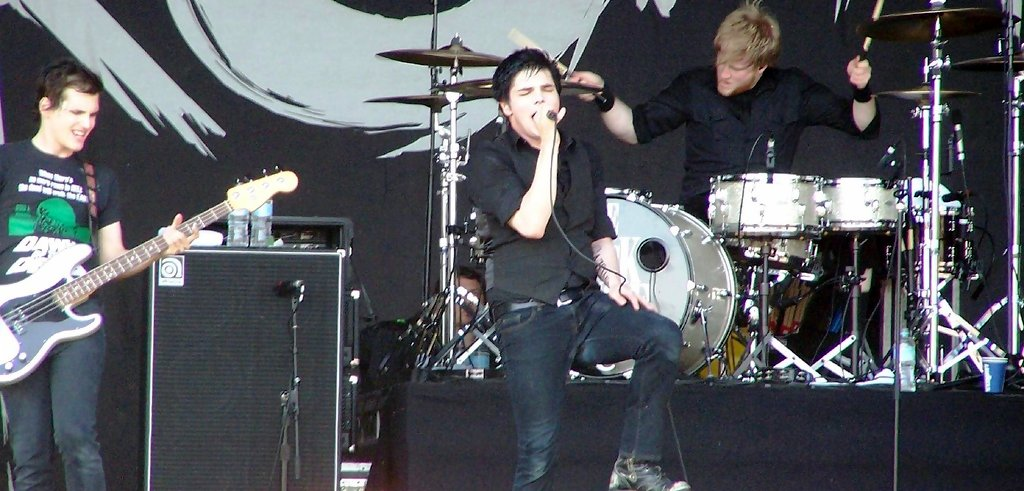
My Chemical Romance

L'any 2004 el grup va firmar amb Reprise Records. A partir del 8 de juliol de 2004, van començar a treballar en el nou disc Three Cheers for Sweet Revenge, i també el 2004, amb un estil més treballat, va sortir a la venda. El disc estava dedicat especialment a l'àvia d'en Gerard i d'en Mikey Way, que va morir dies abans que l'àlbum vera la llum. La primera cançó del disc, Helena, és una clara referència a l'àvia dels germans Way, ja que ella es deia Elena, i que en la cançó hi apareixen referències. Amb aquest disc, es van donar a conèixer a diversos llocs del món, com són els Estats Units, Europa, Japó i Latinoamèrica. Thank You For The Venom és el tema més conegut.
Thank You For The Venom és la cançó número 9 del disc Three Cheers for Sweet Revenge. La cançó Thank You for the Venom tracta sobre uns misioners, que van de casa en casa per tornar creients a la gent. Una persona els adverteix que no tindran èxit amb ell dien-li: Germana, no sóc un poeta, sinó un criminal (Sister, I'm not much a poet, but a criminal) i dona a entendre que està totalment desinteressat en la religió. Prediqui tot el que vulgi, però qui em salvarà? / Mantinc una pistola en el llibre que em va donar! / Aleluyah, bloquejada i carregada! (Preach all you want, but who's gonna save me? / I keep a gun on the book you gave me! / Hallelujah, lock and load!). Amb això dona a entendre que guarda una pistola entre les fulles de la Bíblia, i que, per més que prediquin, no el salvaran.
En aquest disc, la mort continua sent un tema molt tractat, igual que en el seu primer disc. En cançons com Thank you for the venom o Cementery Drive, es tracta de manera directa, el suïcidi com a alternativa a una vida de misèria i pobresa, i en cançons com To The End es donen clares referències d'escenes fúnebres. L'origen, d'aquesta 'obsessió' segons molts, de tractar la mort, fou idea, com ja he esmentat del cantant Gerard Way. En aquest segon disc, també utilitzen la venjança, com en It's not a fashion statement, it's a deathwish o a I'm not Okay (I Promise).
Durant aquest període el bateria Matt Pellissier fou expulsat del grup per dues raons: per les contínues baralles que tenien ell i en Ray Toro i per cremar la furgoneta del grup. El nou bateria Bob Bryar, fou presentat oficialment després d'un concert al Japó al juliol de 2004. Durant l'any 2005, el grup va participar en diverses gires, es van unir al primer taste of Caos tour, van participar en la gira American Idiot de Green Day i van unir-se amb The Used per fer tribut a la cançó Under Pressure de Queen. També donaren diversos fons per ajudar els damnificats del Katrina

### Març de 2006: Life on the Murder Scene
El 21 de març de 2006, fou llançat el disc Life on the Murder Scene. El disc contenia dos DVD's, el primer contenia un vídeo amb la història del grup, des dels seus inicis, i el segon, contenia videoclips musicals, el making of dels seus videos, i presentacions de diverses cançons en directe.
La banda, va començar a gravar el seu tercer disc d'estudi a principis d'Abril, amb Rob Cavallo, el qual havia produït diversos discs de Green Day. Rob Cavallo, tenia al cap que el nom d'aquest disc seria The Rise and Fall of My Chemical Romance, però en una entrevista amb la revista anglesa Kerrang! va desestimar aquesta opció afirmant que era una broma. El 3 d'agost, el grup, va acabar de gravar els seus dos primers videoclips, el de Welcome to the Black Parade, llançat el 26 de setembre de 2006, i el de Famous Last Words, llançat el 22 de gener de 2007. Els vídeos, foren dirigits per Samuel Bayer, director dels videoclips de Nirvana i Green Day. A causa que a en Gerard Way se li van trencar els lligaments dels turmells i a en Bob Bryar, se li va infectar una cremada, el grup, es va veure obligat a suspendre un parell de concerts.

### The Black Parade(2006-2009)

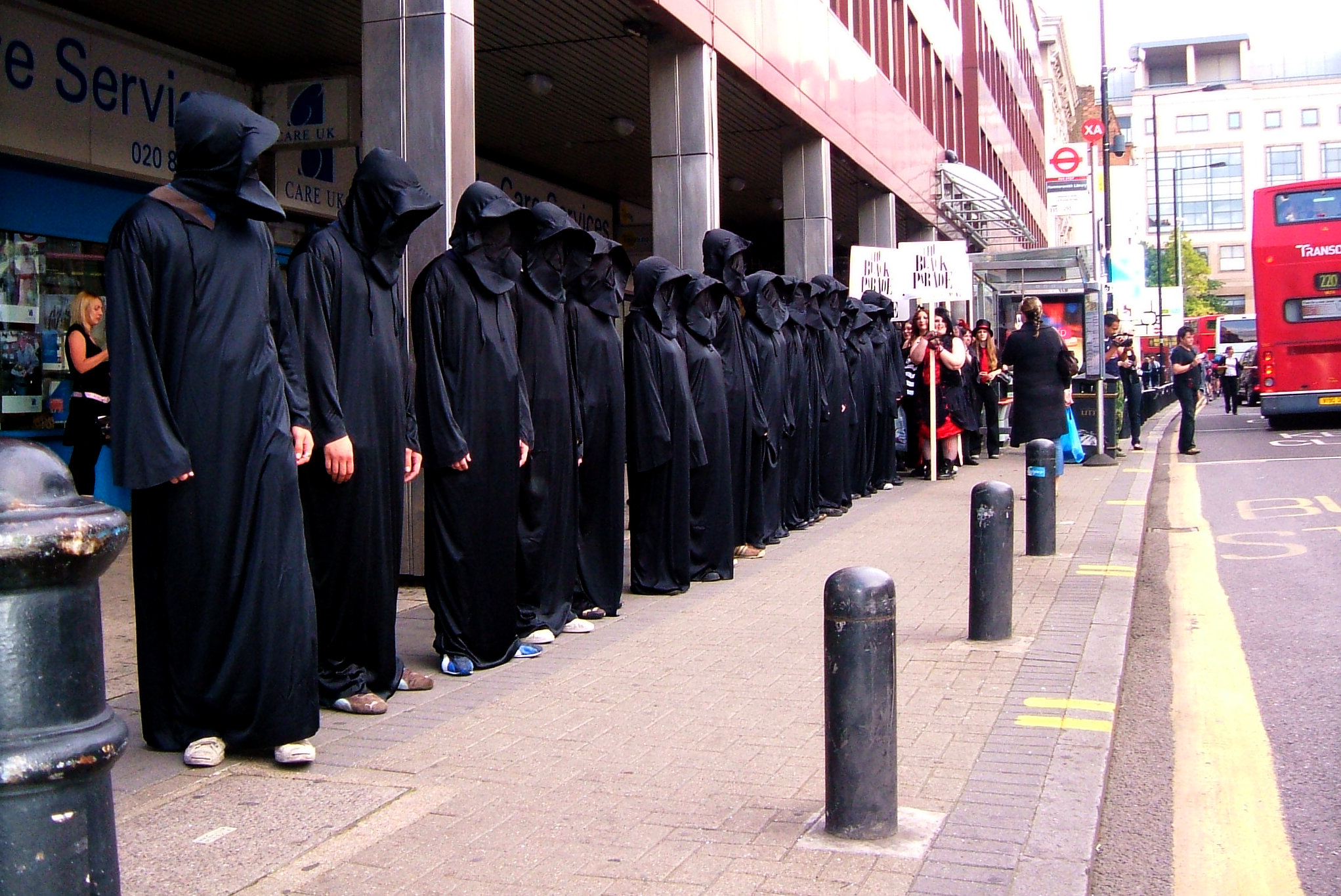
Anunci de la sortida de The Black Parade a Hammersmith

El dia 22 d'agost de 2006, el grup va fer un petit avenç, del que seria el seu nou disc, al Hammersmith Plais de Londres. El nom del disc, fou anunciat allà, i vint persones encaputxades i vestides de negre van desfilar al voltant del Hammersmith Palais, seguits per alguns fans del grup, amb un rètol on hi posava The Black Parade. Llavors, unes persones van anunciar, que My Chemical Romance, no podia tocar, i que serien substituïts per un grup anomenat The Black Parade. Fou un moment de decepció, per a molts fans, però, de sobte van començar a sonar House of Wolves, The End i Dead! (tres cançons incloses en el seu nou disc). Per a molts fans, aquella, va ser la millor presentació d'un disc, per part d'un grup.
El dia 2 de setembre, la cançó Welcome to The Black Parade va ser penjada al seu My Space i al seu Purevolume; dues setmanes abans que el vídeo fos llançat oficialment.
El dia 23 d'octubre, la banda va llançar mundialment, el seu tercer i nou disc d'estudi The Black Parade. el grup, va declarar que aquest disc era com un renaixement, una cosa semblant a una nova banda, cosa que es va notar en el canvi de look dels membres, sobretot en el del vocalista Gerard Way, el qual semblava un pacient de quimioteràpia. També van dir, que tenien intencions, de què aquest disc, fos el més recordat del grup, cosa que serà difícil, ja que Three Cheers for Sweet Revenge és el disc més conegut del grup.
Les cançons del disc, es veuen marcades per un estil, una mica més comercial, com és el Rock alternatiu, tot i que en algunes cançons, (com en This is How I Dissapear o House of Wolves) l'estil principal és el Hard rock. També han pres influències de Post Hardcore, Heavy Metal, emo i Punk Rock. La cançó més coneguda és Welcome to the Black Parade

### 2008 - 2009: El 4t disc d'estudi
En Gerard Way va comentar que el següent disc serà, quant a l'estètica, "completament diferent, i més senzill, sense tantes decoracions".
El dilluns 25 d'agost es va fer pública una carta d'en Gerard, en la que deia que els membres van fer plans de reunir-se aviat i fer alguns demos, però que ho faran amb calma. "Tots hem estat escrivint nou material. (...) Si les explosions sorgeixen en el nostre interior, qui sap quan d'aviat tindrem un nou àlbum a la venda". També han parlat sobre la possibilitat de gravar el disc en viu, sense talls: "Probablement gravarem en directe. Dona una sensació de garatge i de més energia, m'agradaria capturar alguna cosa d'això. Aquesta és la meta pel proper".
El 13 de novembre de 2008 el Gerard Way va concedir una entrevista confirmant els rumors de què el nou disc de la banda My Chemical Romance serà llançat el 2009.
"Tinc un munt de temps per compondre ara. Pot ser que en dos mesos acabem el disc, realment amb relativa rapidesa, si tenim en compte que el primer disc es va gravar amb proutes feines 10 dies.", va senyalar el vocalista. Aquest treball serà el successor l'exitós The Black Parade, que al 24 d'octubre va fer 2 anys del seu llançament.
Way no va revelar massa sobre el disc, encara que confirmà que insistirà amb els conceptes i les lletres narratives, com en els anteriors CD's. "Sóc un narrador d'històries, i sempre vull explicar històries en els discs", digué.

### 2009 - 2010: Danger Days: The True Lives of the Fabulous Killjoys
L'1 de febrer del 2009, My Chemical Romance va treure un nou single anomenat "Desolation Row" (una versió de la cançó de Bob Dylan) per a la pel·lícula Watchmen. Aleshores el grup va anunciar el llançament d'una col·lecció de nou videoclips oficials mai vistos abans grabats al concert de Ciutat de Mèxic a l'octubre del 2007, anomenat ¡Venganza!. Va sortir al mercat el 29 d'abril del 2009 incloent fotos exclusives del concert.
El 27 de maig de 2009, Jeff Watson, el dissenyador de la pàgina web de My Chemical Romance, va anunciar a la web que el grup es dirigia cap a l'estudi a gravar el quart àlbum. La gravació va tenir lloc durant les següents setmanes amb el productor Brendan O'Brien, qui havia treballat amb grups com AC/DC, Mastodon, i Pearl Jam.
El 31 de juliol i l'1 d'agost del 2009, My Chemical Romance va tocar dos concerts "secrets" al Roxy Theater de Los Angeles, que van ser els primers després del Madison Square Garden al maig del 2008. El grup va tocar algunes canons que van dir que eren del nou àlbum, una suposadament anomenada "Death Before Disco", després anomenada "Party Poison", de la qual Gerard Way estava particularent emocionat perquè, com va esxplicar més tard a la revista Rolling Stone, "és un so completament nou per al grup, és com una cançó anti-festa amb aire de festa". Al novembre del 2009, Gerard Way va anunciar en una entrevista a Rock Sound que el quart disc seria la seva obra definitiva.
El 3 de març de 2010, Frank Iero va anunciar a la web oficial que Bob Bryar havia deixat el grup: «Fa unes quatre setmanes, My Chemical Romance i Bob Bryar van separar els seus camins. Va ser una decisió dolorosa per a tots nosaltres i no va ser agafada a la lleugera. Li desitgem la millor sort en els seus futurs esforços i esperem que tots feu el mateix.» El grup no va donar raons de per què se'n va anar. Durant el San Diego Comic-Con del 2010, Gerard Way va anunciar que havien acabat de gravar el quart disc d'estudi.
Al setembre, es va publicar al canal YouTube oficial de My Chemical Romance un trailer anomenat «Art is a Weapon», on s'anunciava el títol de l'àlbum: Danger Days: The True Lives of the Fabulous Killjoys. El vídeo incluïa el grup vestint robes estranyament colorides i lluitant contra inusuals personatges en un desert, amb una mostra de la cançó «Na Na Na (Na Na Na Na Na Na Na Na Na)». El notable autor de còmics i amic personal del grup Grant Morrison, fa una aparició especial com a enemic i líder d'un grup de personatges emmascarats. El 22 de setembre del 2010, el grup va estrenar «Na Na Na (Na Na Na Na Na Na Na Na Na)» al programa de Zane Lowe a BBC Radio 1 i a KROQ-FM. L'àlbum es va llançar el 22 de novembre del 2010.
Michael Pedicone es va unir al grup com a bateria durant les gires a l'octubre del 2010, en substitució de Bryar.

### 2013 - 2019: Separació.
My Chemical Romance va donar el seu últim concert el 19 de maig de 2012, a la ciutat de Asbury Park (Nova Jersey). Sobre aquesta última presentació, el vocalista Gerard Way va comentar: «El concert és ... bo. No espectacular, ni dolent, només bo. […] Faig la presentació i canto, semiautomàticament, i alguna cosa està malament. Estic actuant. Mai actuo a l'escenari, ni tan sols quan semblés que ho faig ». Finalment, el dia 22 de març de 2013, a través de la pàgina oficial del grup en una carta titulada simplement« My Chemical Romance », van anunciar la seva separació amb les següents paraules: "Haver estat en aquesta banda durant els últims dotze anys ha estat una veritable benedicció. Hem anat a llocs als que mai vam pensar que aniriem. Hem pogut veure i experimentar coses que mai vam imaginar que fossin possibles. Hem compartit l'escenari amb gent a la que admirem, gent que ens meravella i, el millor de tot, els nostres amics. I ara, com totes les grans coses, ha arribat el moment que acabi. Gràcies a tots pel vostre suport, i per ser part de l'aventura."
A finals de l'any 2013, es va anunciar que el 2014 la banda publicaria "May death never stop you", un àlbum recopilatori de grans èxits que inclou, a més d'aquests, els primers demos gravats en la història de la banda (coneguts com els Attic donem) i una de les cançons gravades per al inconclús cinquè àlbum d'estudi, titulada «Fake your death». El disc va sortir a la venda el 25 de març de 2014, mentre que la cançó «Fake your death» es va publicar com a senzill el 17 de febrer.

### 2019 - Present: Retorn.
El 31 d'octubre de 2019, la banda va anunciar la seva reunió amb un concert a Los Angeles el 20 de desembre i una nova línia de mercaderies. L'anunci anava acompanyat dels subtítols "Return" i "Like Phantoms Forever ..."

## Gènere musical
Com molts altres grups, com Evanescence o System of a down, My Chemical Romance té un gènere musical difícil de definir. Han pres influències de Post Hardcore, Rock Alternatiu, Punk Rock, Screamo, Emo punk, Hard Rock, Heavy Metal, Emo, i petits elements del Britpop. Però el grup es defineix a ell mateix com simple rock. Les bandes de qui han pres més influències són: Pixies, Queen, Thursday, Iron Maiden, The Misfits, Smashing Pumpkins, Black Flag, i The Smiths
En una entrevista a NME, Gerard Way, va afirmar que l'Emo actual és molt més dolent que el que feien grups com Thursday o Jimmy Eat World declarant el següent : «Crec que l'Emo, és una merda, sincerament l'Emo és fem fastigós. Ens comparen amb bandes d'Emo, i això fa que ens etiquetin d'Emo a nosaltres també, quan el nostre estil és molt diferent».

## Discografia

### Discs d'estudi
| Information |
| --- |
| I Brought You My Bullets, You Brought Me Your Love - Data de llançament 23 de juliol, 2002 - Discografia: Eyeball Records - Productor: Geoff Rickly and Alex Saavedra - llista de cançons: "Romance", "Honey, This Mirror Isn't Big Enough for the Two of Us", "Vampires Will Never Hurt You", "Drowning Lessons", "Our Lady of Sorrows", "Headfirst for Halos", "Skylines and Turnstiles", "Early Sunsets Over Monroeville", "This Is the Best Day Ever", "Cubicles", "Demolition Lovers" - Contingut addicional: Videos musicals de "Honey, This Mirror Isn't Big Enough for the Two of Us" i de "Vampires Will Never Hurt You" en un CD amb més contingut; un CD extra amb cançons d'altres artistes (únicament disponible en la reedició del 2005) - Certificació de la RIAA: Platí        |
| Three Cheers for Sweet Revenge - Release date: 8 de juny, 2004 - Discografia: Reprise Records - Productor: Howard Benson - Llistat de cançons: "Helena", "Give 'Em Hell, Kid", "To the End", "You Know What They Do to Guys Like Us in Prison", "I'm Not Okay (I Promise)", "The Ghost of You", "The Jetset Life Is Gonna Kill You", "Interlude", "Thank you for the venom", "Hang 'Em High", "It's Not a Fashion Statement, It's a Deathwish", "Cemetery Drive", "I Never Told You What I Do for a Living", "Bury Me in Black" (demo disponible en la versió Japonesa) - Additional content: Un DVD amb el videoclip de "I'm Not Okay (I Promise)" i un concert en directe (solament disponible en la versió especial Japonesa) - Certificació de la RIAA: 2x Doble Platí                     |
| The Black Parade - Llançament: 23 d'octubre, 2006; 24 d'octubre, 2006 (als Estats Units); 28 d'octubre, 2006 (a Austràlia) - Discografia: Reprise Records - Productors: Rob Cavallo i My Chemical Romance - Llista de cançons: "The End.", "Dead!", "This Is How I Disappear", "The Sharpest Lives", "Welcome to The Black Parade", "I Don't Love You", "House of Wolves", "Cancer", "Mama", "Sleep", "Teenagers", "Disenchanted", "Famous Last Words", "Blood" - B-sides: "Heaven Help Us", "My Way Home Is Through You", "Kill All Your Friends" - Contingut addicional: Un llibre amb dibuixos, fotos, notes de producció, etc. (solament en l'edició especial); videoclip de "Welcome to the Black Parade" (solament disponible en la versió Japonesa) - Certificació de la RIAA: Platinum |
| 4t disc d'estudi - Llançament: 2009 - Discografia: Reprise Records |

### DVDs
| Life on the Murder Scene - Data de llançament: 21 de març, 2006 - Discogràfica: Reprise Records - Productors: Howard Benson i Ken Blaustein - Continguts: - Video diari - Presentacions en directe: "I'm not okay (I promise)", "Cemetery drive", "Our lady of sorrows", "Honey, this mirror isn't big enough for the two of us", "Headfirst for halos", "The ghost of you", "Thank you for the venom", "Give 'em hell, kid", "Vampires will never hurt you", "Helena" - Videos musicals: "I'm not okay (I promise)" (primera versió), "I'm not okay (I promise)" (segona versió), "Helena", "The ghost of you", - Making of de vídeos: "The making of I'm not okay (I promise)", "The making of Helena", "The making of The ghost of you" - Aparicions en TV: "I'm not okay (I promise)" (en viu per Late Night with Conan O'Brien), "I'm not okay (I promise)" (en directe per MTV Discover and Download) - Presentacions online: Per a Sessions @ AOL: "Helena", "I'm not okay (I promise)", "The ghost of you", "You know what they do to guys like us in prison". Pera a Launch: "I'm not okay (I promise)", "Helena". - Contingut addicional: CD amb cançons en directe, demos i una nova cançó. També estan dividits en dos UMD com un CD. |
| The Black Parade is Dead! - Data de Llançament: 1 de juliol del 2008 - Discogràfica: Reprise Records - Productor: Rob Cavallo - Contingut: Concert a Ciutat de Mèxic, en el que es van cantar cançons del CD Three Cheers for Sweet Revenge i totes les del disc The Black Parade i un concert exclusiu per a 200 persones al recinte Maxwell de Hoboken, Nova Jersey. |

## Senzills
- Honey, this mirror isn't big enough for the two of us - 2002
- Vampires will never hurt you - 2002
- Headfirst for halos - 2004
- Our lady of sorrows - 2004
- Thank you for the venom - 2004
- I'm Not Okay (I Promise) - 2004
- Helena - 2005
- The Ghost of You - 2005
- Welcome to the Black Parade - 2006
- Famous Last Words - 2007
- I Don't Love You - 2007
- Teenagers - 2007
- Desolation Row - 2009

### Videografia
- Honey, this mirror isn't big enough for the two of us
- Vampires will never hurt you
- I'm Not Okay (I Promise)
- Helena
- The Ghost of You
- Welcome to The Black Parade
- Famous Last Words
- I Don't Love You
- Teenagers
- Desolation Row

## Membres
- Gerard Way - Vocalista principal (2001-present)
- Mikey Way - Baix (2001-present)
- Ray Toro - Guitarra principal i veus de fons (2001-present)
- Frank Iero - Guitarra rítmica i veus de fons (2002-present)
- Bob Bryar - Bateria (2004-present)

Exmembre
- Matt Pelissier - Bateria (2001-2004)

Membres de la Gira Mundial The Black Parade
- James Dewees - Teclat (2007-present)
- Matt Cortez - Baix i guitarra rítmica de repost (2007)
- Pete - Bateria (novembre de 2007 - 2008)
- Tucker Rule - Bateria (novembre de 2007 - 2008)